# Ethan Galbraith
Ethan Stuart William Galbraith (sinh ngày 11 tháng 5 năm 2001) là một cầu thủ bóng đá chuyên nghiệp người Bắc Ireland hiện đang thi đấu ở vị trí tiền vệ cho câu lạc bộ Leyton Orient và Đội tuyển bóng đá quốc gia Bắc Ireland.

## Sự nghiệp câu lạc bộ
Galbraith chơi cho Carnmoney Colts, Ballyclare Comrades, Glentoran, Crusaders và Linfield khi còn trẻ. Năm 2017, anh gia nhập Học viện Manchester United với suất học bổng 1 năm trước khi ký hợp đồng chuyên nghiệp hai năm với câu lạc bộ vào tháng 5 năm 2018. Vào ngày 28 tháng 11 năm 2019, anh ra mắt lần đầu tiên trong trận đấu tại Europa League với Astana.

## Sự nghiệp Quốc tế
Ethan Galbraith đã ra mắt quốc tế cho Bắc Ireland vào ngày 5 tháng 9 năm 2019 trong trận giao hữu với Luxembourg, trận đấu đã kết thúc với chiến thắng 1-0.

## Thống kê sự nghiệp

### Câu lạc bộ
Tính đến ngày 4 tháng 12 năm 2019
| Câu lạc bộ            | Mùa giải     | League         | League | League | Cúp FA | Cúp FA | Cúp EFL | Cúp EFL | Châu âu | Châu âu | Giải khác | Giải khác | Tổng cộng | Tổng cộng |
| Câu lạc bộ            | Mùa giải     | Giải           | Trận   | Bàn    | Trận   | Bàn    | Trận    | Bàn     | Trận    | Bàn     | Trận      | Bàn       | Trận      | Bàn       |
| --------------------- | ------------ | -------------- | ------ | ------ | ------ | ------ | ------- | ------- | ------- | ------- | --------- | --------- | --------- | --------- |
| U21 Manchester United | 2019–20      | —              | —      | —      | —      | —      | —       | —       | —       | —       | 3         | 1         | 3         | 1         |
| Manchester United     | 2019–20      | Premier League | 0      | 0      | 0      | 0      | 0       | 0       | 1       | 0       | —         | —         | 1         | 0         |
| Manchester United     | 2020–21      | Premier League | 0      | 0      | 0      | 0      | 0       | 0       | 0       | 0       | —         | —         | 0         | 0         |
| Career total          | Career total | Career total   | 0      | 0      | 0      | 0      | 0       | 0       | 1       | 0       | 3         | 1         | 4         | 1         |

1. ↑  Ra sân tại EFL Trophy
2. ↑  Số trận tại UEFA Europa League

### Quốc tế
Tính đến 18 tháng 11 năm 2020
| Bắc Ireland | Bắc Ireland | Bắc Ireland  |
| Năm         | Số trận     | Số bàn thắng |
| ----------- | ----------- | ------------ |
| 2019        | 1           | 0            |
| 2020        | 2           | 0            |
| Tổng cộng   | 2           | 0            |